# Bernhard Henrich
Bernhard Henrich é uma diretor de arte alemão. Como reconhecimento, foi nomeado ao Oscar 2016 na categoria de Melhor Direção de Arte por Bridge of Spies.